# Zásoba
Zásoba je označení pro suroviny, materiály, součástky, polotovary, moduly, hotové výrobky, které v daném momentu určitý podnik vlastní, nebo vlastnit bude (výroba, na cestě, apod.)

## Zásoba jako plýtvání
Zásoby jsou v ekonomii chápány jako jeden ze způsobů plýtvání. Ekonomické subjekty se tedy snaží vytvořit takové podmínky, při kterých jsou zásoby nejmenší.

### Hlavní nevýhody
- vysoké náklady (vázané prostředky a náklady na objednávání, držení a z deficitu)
- obtížná jejich kontrola
- zakrývání výrobních problémů

## Členění

### Podle funkcí
- Obratová zásoba – proměnná velikost zásoby mezi dvěma dodávkami; při rovnoměrném čerpání je možné uvažovat běžnou obratovou zásobu rovnou polovině doplňovací dávky
- Pojistná zásoba – má zabránit vzniku deficitu zásoby následkem náhodných výkyvů na vstupu (opožděné dodávky, menší dodané množství) i na výstupu (nadprůměrné čerpání položky)
- Vyrovnávací zásoba – k zachycování nepředvídaných výkyvů mezi navazujícími výrobními procesy (zejména před úzkoprofilovými či drahými stroji); zpravidla je součástí zásoby rozpracované (nedokončené) výroby
- Zásoba na předzásobení – pro tlumení předvídaných větších výkyvů na vstupu (zpracovávání zemědělských produktů) či na výstupu (závodní dovolená, akce pro podporu prodeje, výrobky se sezónním prodejem apod.)
- Zásoba rozpracované výroby – zahrnuje materiály a díly, které již byly zadány do výroby a nacházejí se ve stavu rozpracovanosti (nedekončené části či výrobky)
- Dopravní zásoba – představuje "zboží na cestě"
- Strategické zásoby – pro zabezpečení přežití podniku při nepředvídaných kalamitách v zásobování (přírodní kalamity, stávky, války apod.)
- Spekulační zásoby – tvoří se s cílem docílit finančního efektu s očekávaným zvýšením cen (nákup většího množství surovin, či pozdržení distribuce hotových výrobků)
- Technologické zásoby – jsou vytvářeny z titulu potřeby dodržení technologického postupu výroby daného produktu; mají povahu zásoby rozpracované výroby, jako samostatná skupina se vyčleňují pro svoji specifičnost (např. vysoušení dřeva, zrání sýrů či piva apod.)
- Zásoby bez funkce  – nemají již uplatnění, je třeba se jich zbavit

### Z hlediska evidence a disponibility
- Fyzická zásoba – skutečná zásoba ve skladu
- Dispoziční zásoba – fyzická zásoba snížená o položky připravené k expedici k zákazníkovi (se kterými už nelze volně disponovat)
- Bilanční zásoba – dispoziční zásoba zvýšená o odsouhlasené objednané položky (položky na cestě)

### Dle použitelnosti
- Použitelné zásoby – položky, které se běžně spotřebovávají či prodávají (je pravděpodobné, že v budoucnu budou spotřebovány či prodány normálním způsobem)
- Nepoužitelné zásoby (zásoby bez funkce) – položky s nulovou spotřebou, s malou pravděpodobností jejich využití; třeba je odprodat za sníženou cenu či odepsat
- Podrobnější členění na zásobu přiměřenou (normální) a nadbytečnou (udržující jen s určitou jistotou stupeň pohotovosti dodávky)